# 小原甚八
小原甚八（おはら じんぱち、1888年6月28日 - 1968年）は、日本における光学ガラス製造のパイオニア。光学ガラスメーカーのオハラを創業した。藍綬褒章受章。

## 概要
1888年（明治21年）福井県生まれ。1911年（明治44年）東京高等工業学校（現東京工業大学）窯業科を卒業した後、1915年（大正4年）海軍造兵廠に勤務した。柴田理八の元で光学ガラス試作に従事し、1922年（大正11年）には光学ガラス工場の主任になった。海軍が光学ガラス製造を日本光学工業（現ニコン）に譲渡したことに伴い日本光学工業に移籍し、日本光学光学硝子研究所主任となった。
1935年（昭和10年）日本光学工業を退社し、同年10月東京蒲田にて小原光学硝子製造所（現オハラ）を創業した。小原光学硝子製造所は日本で最初の光学ガラス専業メーカーとなり、多くの光学機器メーカーに光学ガラスを供給した。1959年（昭和34年）藍綬褒章受章。1965年（昭和40年）勲四等瑞宝章受章。1968年（昭和43年）従五位。